# Кушано (Терамо)
Кушано (итал. Cusciano) је насеље у Италији у округу Терамо, региону Абруцо.
Према процени из 2011. у насељу је живело 176 становника. Насеље се налази на надморској висини од 653 м.